# چنگر اوراسیایی

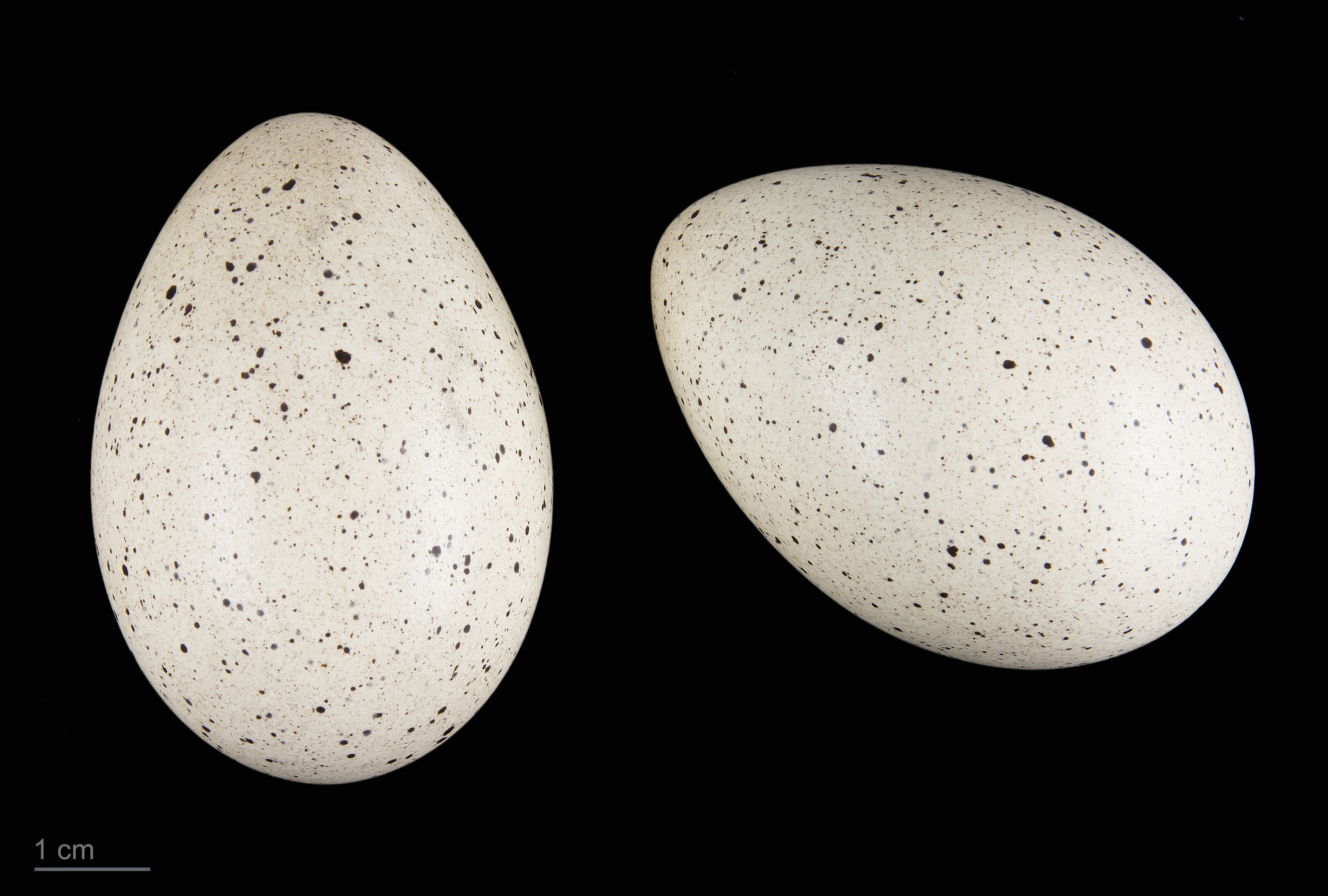
تخم‌های چنگر اوراسیایی

چنگر اوراسیایی یا چنگر معمولی یا چنگر نوک‌سفید یا پَرلا (نام علمی: Fulica atra) گونه‌ای چنگر است که بیشتر در بر قدیم زندگی می‌کند. چنگر اوراسیایی بومی ایران نیز هست.

## مشخصات ظاهری
طول بدن چنگر اوراسیایی ۳۲ تا ۴۲ سانتی‌متر و طول دو بال آن۷۵ سانتی‌متر است.
نر و ماده‌ی چنگرها شبیه هم هستند. پر و بال آن‌ها کاملاً سیاه است و به همین سبب، منقار و برجستگی سفید روی آن بسیار به‌چشم می آید. حدقه‌ی چشم چنگرها نیز قرمز است. در فصل تولید مثل، نرها برای جلب توجه ماده‌ها با هم به رقابت می‌پردازند. چنگر ماده در فصل جفت گیری کمتر دیده می‌شود و ترجیح می‌دهد میان نی‌زارها پنهان شود.
چنگر انگشت‌های بلندی دارد که هریک پرده‌ای مجزا دارند. این پرده‌ها شبیه برگ‌های کوچکی هستند که انگشت‌های چنگر را پوشانده‌اند. این نوع عجیب پرده‌ی انگشتی، به پرنده کمک می‌کند با پاهایش به شاخه‌های گیاهان بچسبد یا روی گیاهان سطح آب راه برود. چنگر برای شنا کردن در آب هم از پرده‌های انگشتی خود استفاده می کند.

## پراکندگی و زیستگاه
چنگر در جنوب ترکیه، سوریه، عراق، آفریقا، ماداگاسکار، هندوستان، جزایر مالزی، هند، چین، گینه‌ی نو، استرالیا، تاسمانی و زلاندنو پراکنش دارد. در ایران در همه‌ی کشور پراکنده است؛ اما در گیلان، گلستان، خوزستان، ایلام، خراسان شمالی و هامون، بومی و زادآور است.
چنگرها در بخش‌های نی‌زاری دارای آب باز، باتلاق‌ها، دریاچه‌ها و حاشیه‌ی تالاب‌ها زندگی می‌کنند.

## رفتار و بوم‌شناسی

#### مهاجرت
در مقایسه با سایر پرندگان، چنگر پرنده‌ای با جثه‌ای متوسط است. این پرنده در اواخر تابستان تا اوایل پاییز مانند پرندگان مهاجر دیگر، مهاجرت می‌کند. برخی چنگرها مهاجرت داخلی دارند و بعضی‌ها به خارج از ایران پرواز می کنند. گروه‌هایی از این پرندگان نیز ترجیح می‌دهند در محل زندگی خود بمانند و آن را ترک نکنند. چنگر ها، به‌غیر از مدتی که در حال مهاجرت هستند، بقیه‌ی اوقات، چاق و سنگین وزن‌اند. از آنجا که زیست گاه این پرنده در مناطق نی‌زاری است و به راحتی خود را در میان نی ها استتار می کند، به پرواز نیاز زیادی ندارد. به‌علاوه، چنگر از پرندگانی است که تمام فعالیت‌های روزانه و شبانه‌ی خود را در آب و در میان نی‌زارها انجام می دهد. در نتیجه، زیاد پرواز نمی‌کند و جابه‌جا نمی شود. این بی تحرکی سبب می‌شود چنگرها در مدتی که در حال مهاجرت نیستند، چاق و سنگین شوند.

#### تغذیه
چنگر پرنده‌ای است در زیستگاه‌گاه‌های آب شیرین زندگی می‌کند و به‌ندرت وارد آب دریا و آب‌های شور می‌شود. چنگر حاشیه‌ی تالاب‌های آب شیرین، میان جگن‌زارها و نی‌زارها را برای زندگی ترجیح می‌دهد. یکی از راه‌های تغذیه‌ی این پرنده‌ آن است که سر و نیمی از بدن خود را در زیر آب فرو می‌برد و با کمک نوک کوتاه و تیز خود، غذا می خورد. راه دیگر، شیرجه زدن به زیر آب است. در این حالت، چنگر با کمک پاهای پرده‌دار و بال‌هایش در زیر آب حرکت می‌کند و غذای خود را، که گیاهان آب‌زی، نرم‌تنان و مهره‌داران کوچک است، جمع می‌کند.

#### نقش چنگر در طبیعت
چنگر با تغذیه از گیاهان آب‌زی، نرم‌تنان و مهره‌داران کوچک، جمعیت آن‌ها را در طبیعت در حالت تعادل نگه‌می دارد. خودش هم غذای پرندگان شکاری است. انسان‌ها نیز به شکار و تغذیه از این پرنده علاقه‌ی زیادی دارند.

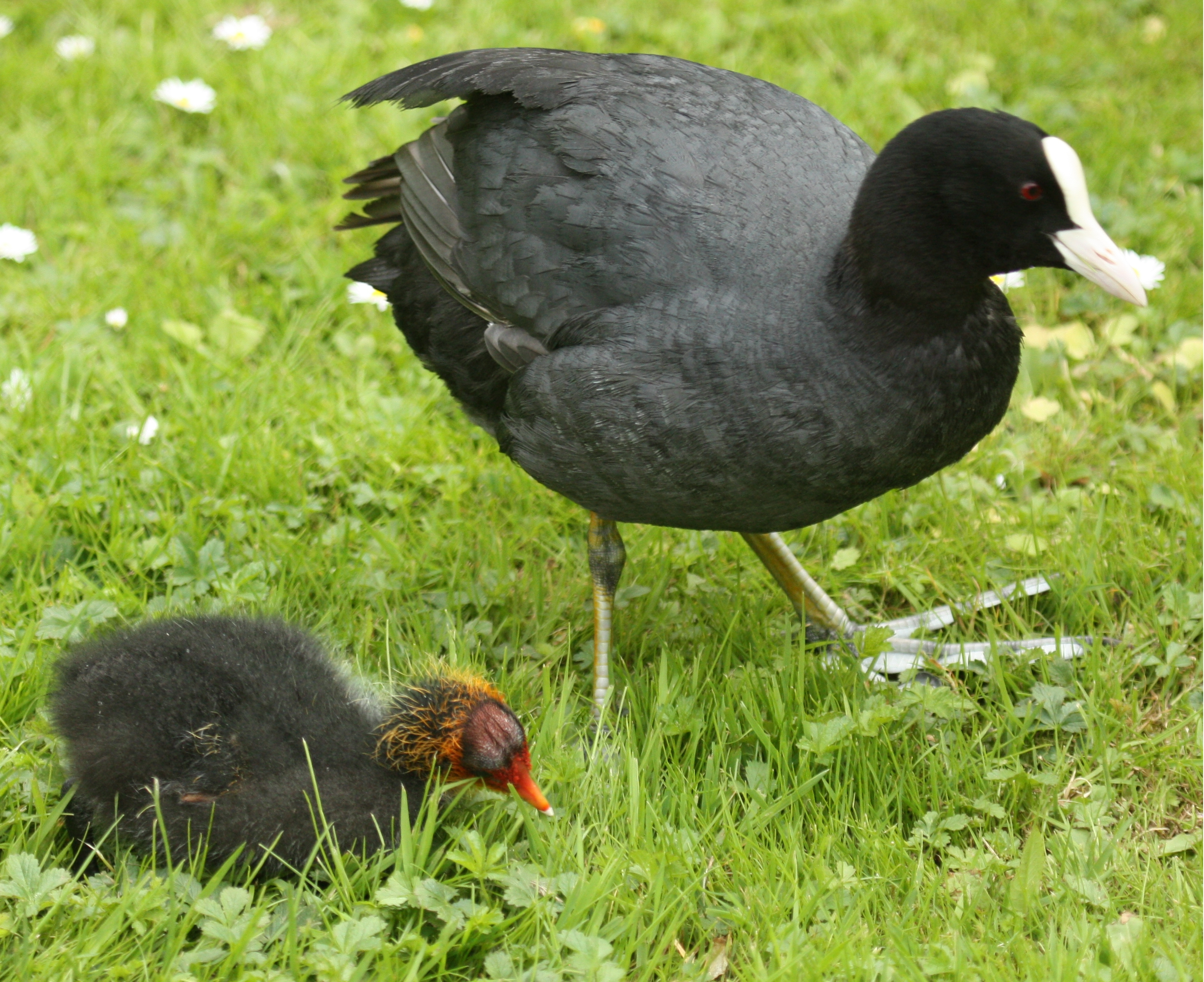
یک چنگر با جوجه‌اش